# 말레이시아의 역사
말레이시아는 입지조건상 해로가 넓게 개방되어 있어 주변국들로부터 접근이 쉬웠기 때문에 서쪽에서는 힌두교와 불교의 인도, 이슬람교의 중동, 기독교의 유럽의, 동쪽과 북쪽에서는 인도차이나 반도의 이웃 국가들, 중국, 일본의 영향을 끊임없이 받는 다층적인 역사를 가지게 되었다.

## 중세 및 근대
인도로부터 수입된 힌두교와 불교 문화는 전통 시대 말레이시아의 역사를 지배했는데, 이는 수마트라를 기반으로 한 스리비자야 제국의 시기에 정점에 달하였다. 스리비자야 시기에 그 영향권 하로 7세기부터 14세기까지 수마트라, 자바, 말레이 반도와 보르네오 일부가 편입되었다. 이슬람 세력은 10세기경에 이미 말레이시아 근해를 항해하고 교역을 시작했으나, 14-15세기 무렵이 되어야 비로소 말레이 반도에 이슬람 국가를 세우기 시작했다. 15세기에는 다수의 술탄국이 현 말레이시아 지역에 존재하게 되었는데, 그 중 가장 힘있는 국가는 말라카 술탄국이었다. 이 시기부터 말레이시아 지역에 정착된 이슬람 문화는 말레이인들에게 심대한 영향을 주었으며 이 영향은 지금까지도 유지되고 있다.
유럽인들은 포르투갈인들이 1511년에 말라카를 접수함으로써 처음으로 이 지역에 세력권을 형성하였고, 이후에 네덜란드가 동인도 회사를 앞세워 동인도 지역에 식민지를 건설하면서 새로이 진입하였다. 그러나 최종적으로는 대영 제국이 지금의 코타 키나발루(Kota Kinabalu), 쿠칭(Kuching), 풀라우 피낭(Pulau Pinang) 지역에 건설한 거점을 토대로 현재의 말레이시아 전역에 대한 지배권을 굳히기에 이르렀다. 이 지역에서의 오랜 쟁투와 타협의 결과로 네덜란드와 영국이 맺은 1824년의 영국-네덜란드 조약은 영국령 말레이시아와 네덜란드령 동인도의 경계를 정의하였고, 이때 영국령 말레이시아의 강역이 대체로 현대의 말레이시아로 계승되었다. 이후 중국과 인도 노동자들이 말레이 반도와 보르네오 지역의 식민지 경제의 필요를 충당하기 위해 이주해 오면서 영국령 말레이시아의 문화적 다양성 증진에 기여하였다.

## 현대
제2차 세계대전 시기에 시작된 일본의 침공으로 일시적으로 영국령 말레이시아는 해체되고 이 지역은 일본 제국의 영내로 편입되었다. 1942-1945년에 걸친 일본의 지배는 말라야와 보르네오 지역에 민족주의를 불러일으켰다. 일본이 물러가고 나서 다시 말레이시아 지역은 영국령이 되었지만, 말레이 반도에서는 말라야 공산당이 영국에 맞서 무기를 들었다. 이후 반공산주의 세력은 군사적인 대응을 통해 혼란기의 내란을 극복하고 1957년 말라야 연방을 수립했다. 1963년 8월 31일 북부 보르네오의 나머지 영국 식민지와 싱가포르는 독립하였고, 같은 해 9월 16일 이들을 포함하여 연방제의 틀 하에서 말레이시아가 정식으로 출범하였다. 그러고 나서 약 2년 후에 싱가포르가 중국계 정책 문제로 인해 연방에서 축출된 것으로 지금의 국경이 완성되었다. 연방의 앞길이 순탄치만은 않았는데, 60년대 초에 인도네시아와의 대립 국면과 소규모 국지전이 발생하였고, 1969년의 인종 폭동으로 인해 비상사태가 선포되기도 했다.
1969년 말레이계와 중국계의 갈등으로 유혈 사태가 빚어졌다. 이후 정부는 말레이계의 사회·경제적 지위를 끌어올리기 위한 우대정책을 펼쳤지만, 중국계와 인도계에서는 인종 차별 정책이라는 비판이 나왔다.
말레이시아 연방은 입헌군주국 체제를 취하는데, 1970년 이래 통합 말레이 국가조직(말레이어: Pertubuhan Kebangsaan Melayu Bersatu)이 주도하는 국민전선(말레이어: Barisan Nasional)이 연정을 통해 입법부를 장악하고 있었으나, 2018년 4월 총선에서 Pakatan Harapan(PH) 야당이 승리하여 첫 정권 교체가 이루어졌다. 국민전선 정부는 경제적 성장을 이룩하여 1990년대까지 말레이시아 국민의 삶의 질을 극적으로 변화시켰고, 영어와 더불어 말레이어의 사용을 촉진하였다. 또 정부는 인구 구성비로는 다수이나 경제적으로는 중국계에 비해 열세였던 말레이인/무슬림을 중심으로 상대적 약자 우대 정책(Benefit to Bumiputra)을 취했다. 
마하티르 빈 모하맛 (1981-2003) 재임 기간 동안 해외 투자 유치, 세제 개혁, 무역 장벽 완화를 통해 말레이시아를 개방하였으며, 여러 국영 기업의 사유화를 감시했으며 세계적인 수준의 유형(有形) 기반시설을 창출하였다. 말레이시아의 경제는 산업 부문의 급성장, 중산층 확산, 국민 생활 수준 향상과 함께 동남 아시아에서 가장 번성하고 역동적으로 바뀌었다. 마하티르은 22년 간의 총리직을 2003년에 사퇴하였다.

## 같이 보기
- 싱가포르의 역사
- 브루나이의 역사
- 필리핀의 역사
- 동남아시아의 역사